# Asymmetrische synthese

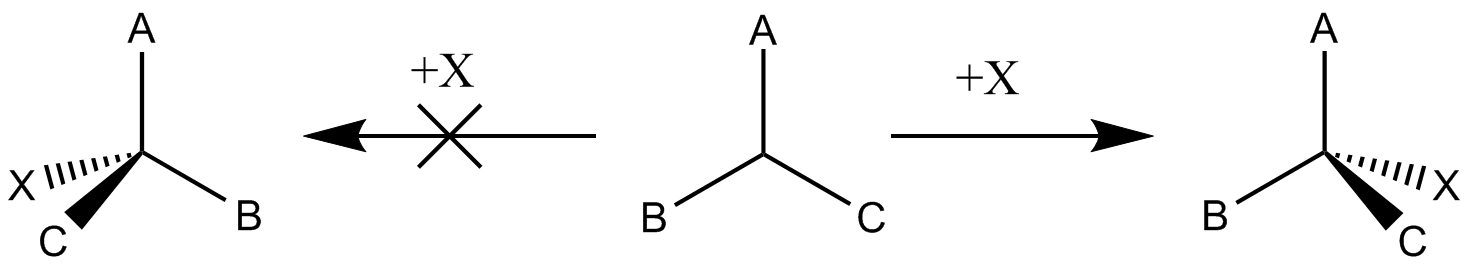
Principe van asymmetrische synthese: slechts een van de twee mogelijke stereo-isomeren wordt gevormd

Asymmetrische synthese, ook stereoselectieve synthese of enantioselectieve synthese genoemd, is een chemische synthese waarbij uit een niet-chiraal molecuul een chiraal molecuul wordt bereid met een welbepaalde ruimtelijke structuur. De term wordt ook gebruikt om een reactie aan te geven waarbij een op zich niet chirale plaats in een molecule, via de chiraliteit op een andere plek in het molecule, toch tijdens een reactie een bepaalde chiralteit verkrijgt. Asymmetrische synthese brengt dus een, of meer dan een, chiraal centrum in het molecuul in en de synthese is selectief voor een van de mogelijke stereo-isomeren of enantiomeren, ten koste van de andere die minder of helemaal niet gevormd worden.
Asymmetrische synthese is van groot belang bij de bereiding van geneesmiddelen. Vele biologisch actieve moleculen zijn chiraal, en slechts een van de stereo-isomeren heeft de gewenste werking. De anderen zijn in het beste geval niet actief, maar ze kunnen ook zeer schadelijk zijn. Het softenon-schandaal is van dit laatste het bekendste voorbeeld. Zonder asymmetrische synthese verkrijgt men een racemisch mengsel van stereo-isomeren, dat daarna gescheiden moet worden om de gewenste eruit te isoleren. Dat kan een omslachtige en dure bewerking zijn, en bovendien is de methode niet efficiënt, want slechts een gedeelte van het uitgangsproduct wordt omgezet in de nuttige verbinding. Dat kan men vermijden met asymmetrische synthese die voldoende selectief is en al of bijna al het reagens omzet in het gewenste stereo-isomeer.

## Enantiomere overmaat
De mate waarin een asymmetrische synthese leidt tot één enantiomeer, wordt uitgedrukt door de enantiomere overmaat (afgekort tot ee, van het Engelse enantiomeric excess) van het isomerenmengsel. Dit is het absolute verschil tussen de mol- of gewichtsfracties van de twee enantiomeren:
{\displaystyle \ ee=|F_{+}-F_{-}|}
waarbij
{\displaystyle \ F_{+}+F_{-}=1}
{\displaystyle \ F_{+}} is de mol- of gewichtsfractie van het (+)-enantiomeer
{\displaystyle \ F_{-}} is de mol- of gewichtsfractie van het (-)-enantiomeer.
Meestal wordt de enantiomere overmaat uitgedrukt als een percentage:
{\displaystyle \ ee=100|F_{+}-F_{-}|}
Een racemisch mengsel heeft een ee van 0. In asymmetrische synthese streeft men naar een zo hoog mogelijk ee (het maximum is 100).

## Asymmetrische katalyse
Asymmetrische synthese gebeurt gewoonlijk door gebruik te maken van een selectieve katalysator, die zelf chiraal is. Voor de ontwikkeling van dergelijke katalysatoren kregen Ryoji Noyori, William Standish Knowles en Karl Barry Sharpless in 2001 de Nobelprijs voor de Scheikunde; de beide eerste voor chirale liganden (BINAP en afgeleiden) die geschikt zijn voor asymmetrische hydrogeneringen; de laatste voor stereoselectieve oxidatiereacties zoals de Sharpless-epoxidatie, waarbij de katalysator optisch zuiver (+)-di-ethyltartraat bevat.
Een andere mogelijkheid is biokatalyse. Hierbij gebruikt men een enzym als katalysator. Bijna alle enzymen zijn chiraal (ze zijn opgebouwd uit L-(linksdraaiende) aminozuren) en de reacties die zij in de natuur katalyseren resulteren in chirale moleculen. Een bekende toepassing van deze techniek is de reductie van ketonen tot optisch actieve secundaire alcoholen met behulp van gist.